# Eleccions al Consell Insular de Formentera de 2007
Les eleccions al Consell Insular de Formentera de 2007 cita electoral que se celebrà el 27 de maig de 2007. Tenien dret de vot tots els ciutadans majors de 18 anys empadronats a Formentera. Dins el marc de les eleccions al Parlament de les Illes Balears.

## Candidatures

### Candidatures presents al Consell Insular de Formentera
| Partit                                             | Candidat               | Observacions |
| -------------------------------------------------- | ---------------------- | ------------ |
| Gent per Formentera (GxF)                          | Jaume Ferrer Ribas     |              |
| Partit Popular (PP)                                | José Manuel Alcaraz    |              |
| Partit Socialista de les Illes Balears (PSIB-PSOE) | Bartomeu Ferrer Mayans |              |
| Grup d'Independents de Formentera (GUIF)           | Óscar Portas Juan      |              |

### Candidatures sense presència al Consell Insular de Formentera
| Partit                                         | Candidat                   | Observacions                                                          |
| ---------------------------------------------- | -------------------------- | --------------------------------------------------------------------- |
| Partit Renovador d'Eivissa i Formentera (PREF) | Cándido Valladolid Buendía | La Junta Electoral va anul·lar la candidatura per la llei d'igualtat. |

## Resultats
| Candidatures        | Vots  | Percentatge | Consellers |
| ------------------- | ----- | ----------- | ---------- |
| Gent per Formentera | 1.134 | 32,78%      | 5          |
| Partit Popular      | 1.068 | 30,88%      | 4          |
| PSIB-PSOE           | 679   | 19,63%      | 2          |
| GUIF                | 518   | 14,98%      | 2          |